# Station Byczyna Kluczborska
Station Byczyna Kluczborska is een spoorwegstation in de Poolse plaats Byczyna.